# 切通し

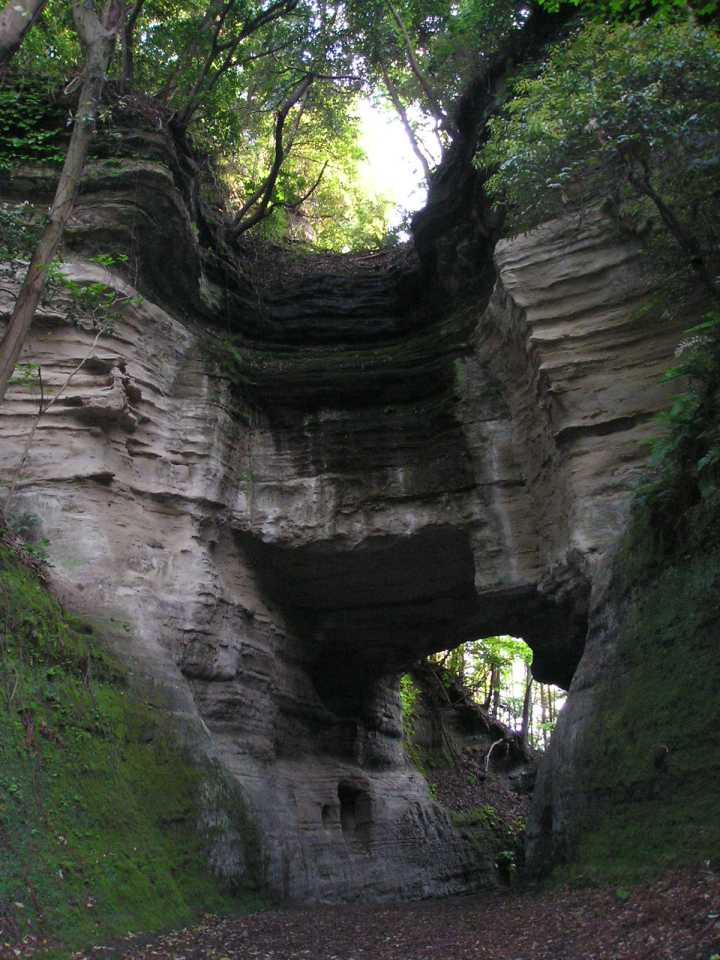
鎌倉市の釈迦堂口切通し
上方を残したトンネル形は例外的

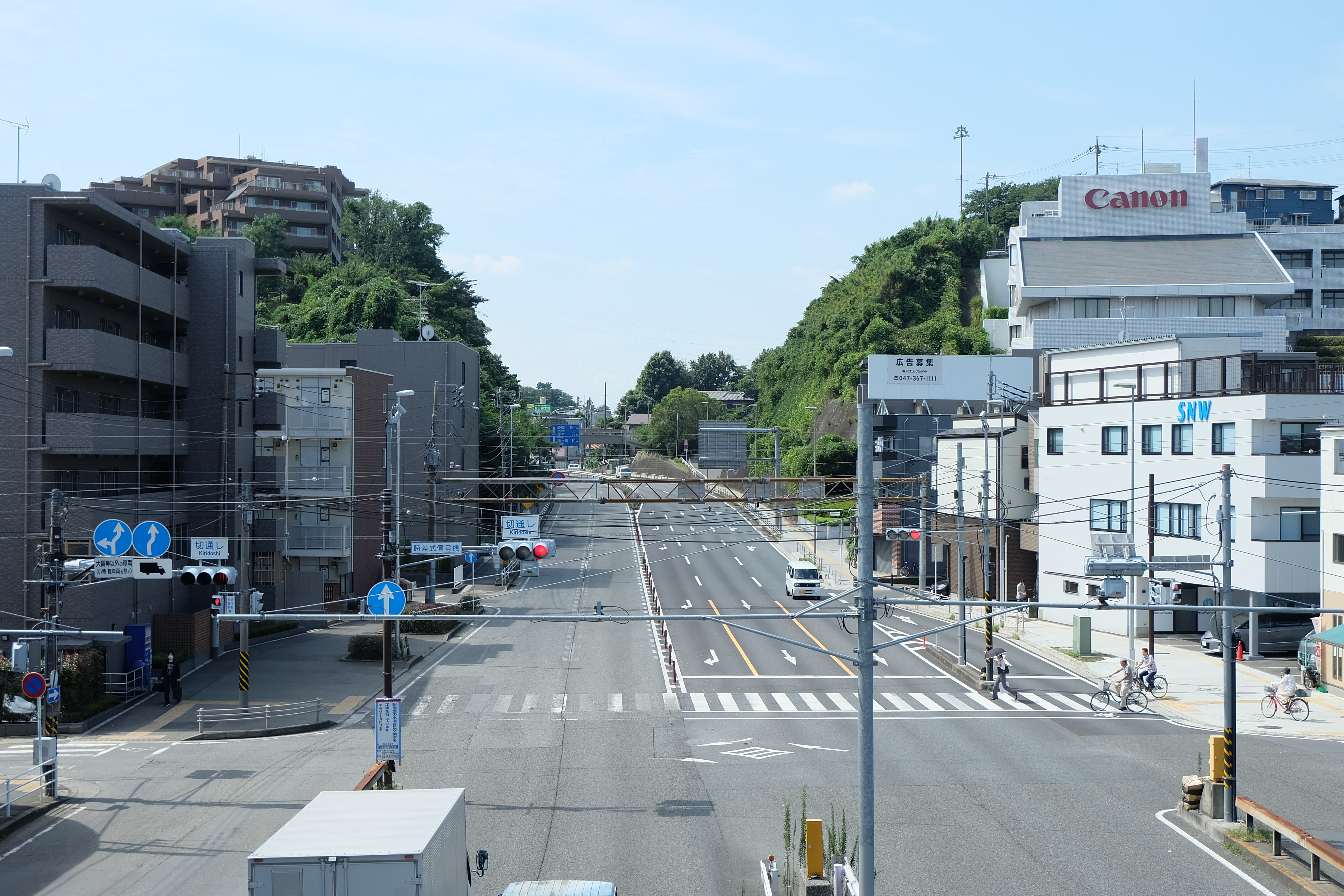
国道246号の切通し
手前の交差点名は「切通し」
（川崎市高津区溝口）

切通し（きりどおし）とは、山や丘などを部分的に開削し、人馬の交通を行えるようにした道である。

## 概要
トンネル掘削技術が発達していなかった明治時代以前には、切り立った地形の難所に道路を切り開く手段として広く用いられた。現代でも、工事費がトンネル掘削費用と比較し、安くあがる場合には用いられるほか、古い狭隘道路のトンネルを拡幅する際、土被りが浅いなど土地の条件によってはトンネルを取り壊し切通しに作り変える場合があった。
街道整備のために作り、鎌倉市のように封鎖を容易に行えるような狭いものから、何人も横に通れるようなものもある。
この他、町中にも建物を取り壊して新たな通りを作った場合なども切通しと呼ばれることがあり、またそれが町名などになっていることもある。

## 各地の切通し

### 鎌倉の切通し
源頼朝が幕府を開いた鎌倉は、南が海で他の三方が山に囲まれた閉鎖的な地形で防御には適していたが、交通には不便だったため切通しが整備された。

### 姉川の切通し
滋賀県長浜市大井町の姉川の堤防には住民の通行のために堤防を切り下げた切通しと呼ばれる構造を設けた場所があり、堤外地の畑まで出水した時には地元住民が水防小屋から角材を出して堰板を設置する作業が行われてきた。しかし、2017年の平成29年台風第5号で切通しから溢水が発生したため閉鎖されることになった。